# Dominikus Kuenzer
Vincenz Ferreri Dominikus Kuenzer (* 17. Mai 1793 in Freiburg im Breisgau; † 11. Mai 1853 in Konstanz) war ein deutscher römisch-katholischer Priester, Abgeordneter im Badischen Landtag und Mitglied der Frankfurter Nationalversammlung.

## Leben
Dominikus Kuenzer studierte an der Universität Freiburg Theologie und absolvierte das Priesterseminar in Meersburg. 1815 wurde er in Weingarten zum Priester geweiht. Er wurde Pfarrer in Rohrbach bei Triberg, anschließend Pfarrer, Dekan und Schulvisitator in Bonndorf und 1836 Spitalpfarrer in Konstanz.
Er engagierte sich gegen den Willen seiner Vorgesetzten für liberal-demokratische Ideen, unter anderem als Mitglied des Volksausschusses in Konstanz sowie als Redner auf der Volksversammlung in Stockach.
Von 1837 bis 1842 sowie von 1848 bis 1849 war Kuenzer Mitglied der zweiten badischen Kammer. 1848 war er Mitglied des Vorparlaments. Vom 27. Juni 1848 bis zum Ende des Rumpfparlaments am 18. Juni 1849 war er für den 11. badischen Wahlkreis in Achern Abgeordneter in der Frankfurter Nationalversammlung, wo er zur radikaldemokratischen Fraktion Donnersberg zählte.